# روي زكري
روي زكري (بالعبرية: רועי זיקרי‏) هو لاعب كرة قدم إسرائيلي في مركز الهجوم، ولد في 13 أكتوبر 1992 في هرتسليا في إسرائيل. لعب مع بيتار القدس ونادي هبوعيل إيروني كريات شمونة.

## وصلات خارجية
- روي زكري على موقع Soccerway.com (الإنجليزية)